# تفجير البرلمان العراقي 2007
في 12 أبريل 2007، تعرض مقصف مبنى مجلس النواب العراقي لهجوم انتحاري، مما أدى إلى مقتل شخص واحد إلى ثمانية أشخاص وجرح 23 آخرين. وقع الهجوم، في المنطقة الخضراء شديدة التحصين ببغداد بعد عشر دقائق من رفع مجلس النواب لتناول طعام الغداء. لقد حدث التفجير في الطابق الأول من مركز بغداد للمؤتمرات، الذي يضم البرلمان. تم العثور على سترتين انتحاريتين غير منفجرة بالقرب من المقصف. تم تفتيش المبنى في وقت سابق من قبل الكلاب - وهو أمر نادرًا جدًا بالنظر إلى أن الكلاب تعتبر غير نظيفة من قبل العراقيين - مما يشير إلى أن السلطات اشتبهت في أن هجومًا وشيكًا سيحدث. وعقب الهجوم، أغلقت الحكومة شبكات الهواتف المحمولة وحلقت مروحيات الأباتشي في سماء المنطقة.

## اصابات
أفاد الجيش الأمريكي في 13 إبريل بأن النائب محمد عوض وحده قد مات، وأن 22 آخرين أصيبوا.
ومع ذلك، فقد ذكرت تقارير مبكرة أن ثمانية أشخاص قتلوا، بينهم ثلاثة نواب، وأصيب 23 شخصًا على الأقل بجروح. كان النواب الذين قتلوا هم محمد عوض، عضو جبهة الحوار الوطني العراقي، وطه الليهيبي، وعضو في جبهة التوافق العراقية، ونائب كردي لم يكشف عن اسمه.[بحاجة لمصدر]

## المسؤولية
تركزت الشكوك في البداية على أن المهاجم كان الحارس الشخصي لأحد أعضاء البرلمان. [بحاجة لمصدر] وقال متحدث باسم الحكومة «هناك بعض الجماعات تعمل في السياسة خلال النهار وتفعل أشياء أخرى غير السياسة في الليل» لقد اتهم عضو البرلمان محمد الديني الحكومة بتراخي الأمن في الموقع.[بحاجة لتوضيح][بحاجة لمصدر]
في 13 أبريل، نشرت دولة العراق الإسلامية رسالة على موقع إسلامي زعمت فيه أنها أرسلت «فارسًا من دولة الإسلام... [إلى] قلب المنطقة الخضراء» لتنفيذ الهجوم. ليس من الواضح ما إذا كان هذا الادعاء حقيقيًا، مع اعتقاد بعض الذين يراقبون مثل هذه المواقع.
في فبراير 2009، قُبض على حارسين شخصيين من النائب عن جبهة الحوار الوطني محمد الديني للاشتباه في قيامهما بالهجمات. اعترف كل من علاء خير الله هاشم، رئيس أمن الديني، ورياض إبراهيم الديني، ابن شقيق محمد الديني، على شاشات التلفزيون بالتورط في عدة هجمات، بما في ذلك تفجير البرلمان وقالوا إن النائب أعطى تفويضًا للمهاجم لدخول منطقة البرلمان. طلبت قوات الأمن من مجلس النواب رفع الحصانة البرلمانية عن الديني. زعم محمد الديني أن الاتهامات كانت أكاذيب وأن حراسه الشخصيين تعرضوا للتعذيب ليقدموا اعترافات زائفة لأنه كان يكشف عن انتهاكات حقوق الإنسان في السجون العراقية. الديني حاول السفر إلى الأردن، ولكن أُجبرت الطائرة على العودة؛ وافق البرلمان بعد ذلك على رفع الحصانة عنه.

## ردود الأفعال
عندما وقع التفجير، دعا صالح المطلك، رئيس الجبهة العراقية للحوار الوطني المعارضة، وهو حزب النائب الميت محمد عوض، الولايات المتحدة إلى الإطاحة بحكومة نوري المالكي: «نحن بحاجة إلى أمريكا لكي تدرك أن هذه الحكومة الموالية لايران التي قامت بتركيبها سمحت بالتدخل من جانب واحد ضد الآخر».
عقد مجلس النواب العراقي اجتماعًا طارئًا في اليوم التالي ردًا على القصف «لإظهار المرونة في مواجهة مثل هذه الهجمات».
أدان الرئيس الأمريكي جورج دبليو بوش الهجمات، قائلًا: «هناك عدو مستعد لتفجير الأبرياء ورمز للديمقراطية». وصف وزير خارجية إيران، محمد علي حسيني، الهجوم بأنه «لا إنساني وشيطاني... سيتهدف المسؤولين الشيعة والسنة»
بعد أربعة أيام، استقال ثلاثة وزراء من التيار الصدري من الحكومة، مشيرين، من بين أمور أخرى، إلى انعدام الأمن المتزايد في بغداد.[بحاجة لمصدر]